# 100 11番街

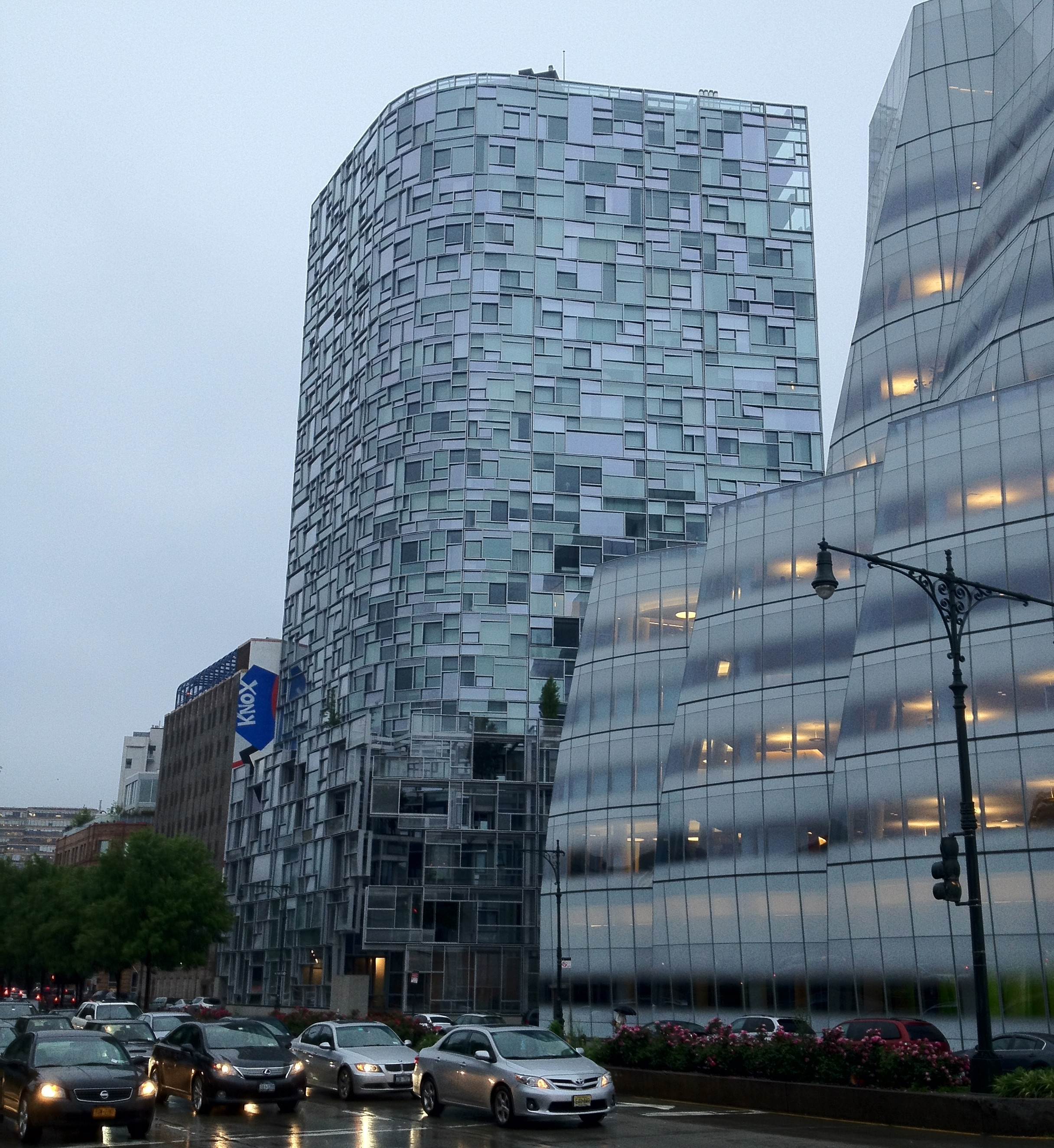
11番街沿いに見た100 11番街

100 11番街 (100 Eleventh Avenue) はニューヨーク市マンハッタン区チェルシーに建つ23階建てのマンションである。このビルは、設計者である建築家のジャン・ヌーヴェルによって“a vision machine”と表現されている。このビルはユニークで先進的なカーテンウォールシステムを採用しているが、ウエスト・チェルシーの伝統的な石造建築との調和にも注意を払っている。ヌーヴェルは100 11番街の敷地を見て、このビルが周辺の景観を豊かにするよう設計した。

## 設計と建設
100 11番街のデベロッパーはCraig WoodおよびCurtis Bashawであり、フランス人建築家のジャン・ヌーヴェル (Ateliers Jean Nouvel) に設計を委託した。それと同時にen:Beyer Blinder Belle建築事務所をエグゼクティブ・アーキテクトとして委任した。このビルはヌーヴェル設計したパリのアラブ世界研究所の建物の概念を受け継いでいるとされている。ヌーヴェルの複雑な設計はその建設場所に合った特有のものとなっている。ヌーヴェルは「私はこの建築が他の場所に移設された姿を想像できない。それがマンハッタンの中心部であろうと。」と述べている。
2008年の時点で、このプロジェクトには遅れが生じており、$5千万の予算超過が生じていた。結局、貧弱な地盤によって10ヶ月の遅れと$6千万の超過が生じたが、、投資家たちの関心は衰えることはなく資金をまかなうことができた。このビルは2010年に竣工した。.

## 概要
このビルはマンハッタンのほぼ西端、19丁目とウエスト・サイド・ハイウェイの角に位置している。19丁目を挟んだ南側のブロックには波状のガラスのファサードを持つフランク・ゲーリーのIACビルが建っている。またレンガ状のBayview Correctional Facilityが隣接している。この近辺はチェルシーの富裕層エリアで、多様な文化施設が位置している。ショップ、レストラン、そしてギャラリーが周辺には多い。このビル内の西側からはハドソン川を、東側からはハイラインを眺めることができる。
建物は23階建て、全高130,000平方フィート (12,000 m2)である。このコンドミニアムの構成は、1、2、または3ベッドルームの合計72ユニット、5つのペントハウス、そして最上階の全フロアによるユニットとなっている。また、下の方の階には、スパ、ジム、プール、そしてガーデンがある。ガーデンフロアにはダイニング・パティオ（テラス）のついたレストランが入っている。
このビルの形状は、この敷地の特性をフル活用している。このタワーのファサードは敷地全体にわたって湾曲しており、すべての区画が通りに面した部屋を持つようになっている。また通りの眺めとともに、南西に向いたこのファサードは太陽の光が入って来やすいようになっている。19丁目沿いのビルのファサードより15フィート (4.6 m)通り側には高さ7階分のガラス張りの壁が建ち、ファサードとその壁の間の空間は“The Loggia”と呼ばれる半屋内のアトリウムとなっている。このアトリウムは通りから直接アクセスすることができ、アトリウム内には中空にそびえる木が植えられている。このビルのファサードは南西側と北東側で異なる種類になっている。南と西側のファサードは、昆虫の眼の構造からインスパイアされたピクシレート状のカーテンウォールとなっている。これは差し込んでくる来る光を利用して、さらに周りへ反射させるようになっている。このカーテンウォールは1,647の異なる形状の窓ガラスを持ち、"メガパネル"へと接続されている。このメガパネルはそれぞれ異なる角度で傾いており、結果、カーテンウォール全体は場所によって異なる光の透過率を持つようになっている。北と東側のファサードは黒のレンガで覆われている。さらに異なる大きさと角度の窓がいくつも付いており、マンハッタン側を眺めることができる。
100 11番街はLEED認定ビルであり、定排出、リサイクル、自然換気などの機能を備えている。